# Wilfred Waters
Wilfred Waters (Wandsworth, 4 gennaio 1923 – 1º aprile 2006) è stato un pistard britannico.

## Palmarès

### Olimpiadi
- Bronzo a Londra 1948 nell'inseguimento a squadre.